# Iulietta Bukuvala
Iulietta Bukuvala –en griego, Ιουλιέττα Μπουκουβάλα– (Ioánina, 28 de agosto de 1983) es una deportista griega que compitió en judo. Ganó una medalla de bronce en el Campeonato Mundial de Judo de 2010 y una medalla de plata en el Campeonato Europeo de Judo de 2012.

## Palmarés internacional
| Campeonato Mundial | Campeonato Mundial  | Campeonato Mundial | Campeonato Mundial |
| Año                | Lugar               | Medalla            | Categoría          |
| ------------------ | ------------------- | ------------------ | ------------------ |
| 2010               | Tokio (Japón)       | Medalla de bronce  | –57 kg             |
| Campeonato Europeo |                     |                    |                    |
| Año                | Lugar               | Medalla            | Categoría          |
| 2012               | Cheliábinsk (Rusia) | Medalla de plata   | –57 kg             |